# Данина
Дани́на — вид податку, відомий у Середньовічній Європі з часів експансії норманів. Спочатку нерегулярний, а потім регулярний відкуп міст, монастирів або феодалів, що їх примусили сплачувати пірати нормани-вікінги.
У давньоруській київській державі — найдавніша форма оподаткування населення. Відома не пізніше початку князювання норманської династії Рюриковичів у Києві і Новгороді, Виступала або як воєнна контрибуція, або як прямий державний податок чи феодальна рента.
У східнослов'янських ранніх джерелах данина згадується як воєнна контрибуція в недатованій найдавнішій частині «Повісті минулих літ», де перелічуються неслов'янські племена, які платили данину Русі, а також в оповіданні про спроби хозар примусити полян сплачувати їм данину. Про данину як державний податок йдеться в літописі, де розповідається, що Ігор Рюрикович, ставши князем у Києві, почав збирати її «на словенах і кривичах». За відсутністю дорогоцінних металів в середньовічній Східній Європі київські князі збирали данину у слов'янських племен натурою — спочатку у формі полюддя.
947 року київська княгиня Ольга встановила постійні пункти збирання данини та призначила збирачів. Відтоді данина перетворилася на постійний державний податок, що його сплачували спочатку продуктами сільського господарства або промислів, а пізніше грішми. З розвитком феодальних відносин данина дедалі більше набувала значення феодальної продуктової ренти. В умовах Давньої Русі, де феодальні відносини розвивалися на ґрунті розкладу первіснообщинного, а не рабовласницького ладу, ця рента була найдавнішою формою феодальної експлуатації. Одиницею оподаткування було окреме селянське господарство, що згадувалося в джерелах під назвою «двору», «диму», «рала», «плуга». За часів монголо-татарського іга населення Русі сплачувало данину ханові Золотої Орди як контрибуцію, а місцевим князям — як державний податок.
На українських землях, які у 14 ст. увійшли до складу Великого князівства Литовського, населення сплачувало данину на користь удільних князів та у великокняжу скарбницю, а з 15 ст. — на користь землевласників. На українських землях у 15–16 ст. податок мав назву «мезлева». Назва походить від литовського mézlawa (mézlowa) — данина. Податок платили як натурою — худобою, домашньою птицею, яйцями, так і грішми.
Після відновлення української держави внаслідок національно-визвольної війни українського народу під проводом Б. Хмельницького 1648-57 та за часів Гетьманщини данину у формі податків сплачували селяни та міщани. Зібрані таким чином гроші використовувались на потреби України (утримання гетьманської та місцевої адміністрації, козацького війська, будівництво церков, монастирів та цивільних споруд тощо). 3начну частину коштів, особливо у 18 ст., відсилали до імператорської російської скарбниці.
З посиленням феодально-кріпосницької експлуатації в Україні і в Московії, а пізніше в Росії у 16 — 1-й пол.19 ст. данина набрала характеру натуральних і грошових повинностей, які, крім панщини, виконували кріпаки-селяни на користь поміщиків.

## Види податей
Види податей, які існували в історії України:
- Десятина
- Здольщина
- Куничне
- Ланове
- Мезлева[1]
- Оброк
- Ординщина
- Поволовщина
- Подимне
- Показанщина
- Полюддя
- Поплужне
- Ральці
- Серебщина
- Стація
- Упоминки
- Чинш